# Cantonul Joyeuse
Cantonul Joyeuse este un canton din arondismentul Largentière, departamentul Ardèche, regiunea Rhône-Alpes, Franța.

## Comune
- Beaulieu
- Chandolas
- Faugères
- Grospierres
- Joyeuse (reședință)
- Labeaume
- Lablachère
- Payzac
- Planzolles
- Ribes
- Rosières
- Sablières
- Saint-Alban-Auriolles
- Saint-André-Lachamp
- Saint-Genest-de-Beauzon
- Vernon